# Ajnana
Ajñana (em sânscrito:  अज्ञान) foi uma das escolas nástica ou "heterodoxas" da filosofia indiana antiga e a antiga escola do ceticismo indiano radical. Foi um movimento Xrâmana e um grande rival do budismo primitivo, do jainismo e da escola ajivica. Eles foram registrados em textos budistas e jainistas. Eles sustentavam que era impossível obter conhecimento de natureza metafísica ou determinar o valor de verdade das proposições filosóficas; e mesmo que o conhecimento fosse possível, era inútil e desvantajoso para a salvação final. Eles eram especializados em refutação sem propagar qualquer doutrina positiva própria. Sanjaya Belatthiputta foi um dos principais proponentes desta escola de pensamento.

## Origem
Os traços de ceticismo podem ser encontrados em fontes védicas, como no hino Nasadiya e no hino a sraddha (fé) no Rigueveda. Nos brâmanas e nos primeiros upanixades, a dúvida sobre a existência de uma pessoa após a morte é lançada, enquanto Yajnavalkya argumentava pela impossibilidade de conhecer a realidade última ou o atmã. No entanto, o surgimento de pensamentos céticos parece ter ocorrido em um período com teorias diversas, conflitantes e irreconciliáveis, no que diz respeito à moralidade, metafísica e crenças religiosas. É natural, na ausência de um critério de verdade comumente aceito, que algumas pessoas se perguntem se alguma teoria poderia ser verdadeira. Os céticos apontaram especificamente para as teorias conflitantes de atmã e a exigência da onisciência e, portanto, a crítica da onisciência, para obter o verdadeiro conhecimento. Uma proliferação de pontos de vista existiu durante o período imediatamente anterior ao surgimento do budismo, como atestado nos textos budistas e jainistas. O Brahmajal Sutta budista quatro tipos (ou escolas) de céticos junto com cinquenta e oito outras escolas de pensamento, enquanto o Sutrakrtanga jainista lista sessenta e sete "escolas" de céticos entre trezentos e sessenta e três diferentes escolas de pensamento. Embora a lista seja construída artificialmente de acordo com as categorias jainistas, as quatro principais escolas de pensamento, Kriyavada, Akriyavada, Ajnanikavada e Vainayikavada, e seus subgrupos devem ter existido. Assim, acredita-se que o ceticismo filosófico tenha aparecido em torno desse período histórico.